# Ismaël Boura
Ismaël Boura (* 14. August 2000 in Bandrele, Mayotte) ist ein französisch-komorischer Fußballspieler. Der Außenbahnspieler steht aktuell bei ES Troyes AC unter Vertrag und ist komorischer Nationalspieler.

## Karriere
Boura begann seine fußballerische Ausbildung beim RC Lens. Bereits 2017 unterschrieb er einen Vertrag bei der zweiten Mannschaft, war aber noch parallel in der U19 aktiv. 2017/18 kam er in der National 2 zwölfmal, in der nächsten 23 Mal und in der dritten 18 Mal zum Einsatz. In der letzten Saison konnte er zudem zwei Tore erzielen, davor je Saison nur eins.
Am 23. August 2020 (1. Spieltag) debütierte er bei der 1:2-Niederlage gegen den OGC Nizza für die Profis direkt in der Startformation. In der Folge kam er noch des Öfteren zum Einsatz, stand auch gelegentlich in der Startelf, wich aber häufig ins linke Mittelfeld aus, da Lens mit einer Dreierkette in der Verteidigung agierte.
Anfang Oktober 2021 wurde er für eine Saison an den Zweitligisten AC Le Havre verliehen. Im Sommer 2023 verließ der Spieler Lens und wechselte zu ES Troyes AC.
Im März 2024 wurde er erstmals in den Kader der Nationalmannschaft der Komoren berufen und debütierte dort im anschließenden Freundschaftsspiel gegen Angola.